# عائلتي (مسلسل لاتيني)
عائلتي (بالإسبانية: Mi familia perfecta)‏ هي تيلينوفيلا أمريكية من تأليف خوسيه فيسنتي سباتارو، عرضت لأول مرة على تيليموندو في 9 أبريل 2018 وانتهت في 13 يوليو 2018.

## قصّة المسلسل
يحكي المسلسل قصة عائلة من خمسة أشقاء مختلين عقلياً يكافحون من أجل تحقيق الحلم الأمريكي بعد وفاة والدهم وترحيل والدتهم إلى المكسيك. يجب عليهم أن يثبتوا أنهم عائلة موحدة لمواجهة العقبات والأوضاع المختلفة التي يواجهها المهاجرون في الولايات المتحدة.